# 長坪駅
長坪駅（チャンピョンえき）は朝鮮民主主義人民共和国咸鏡北道金策市に位置する朝鮮民主主義人民共和国鉄道省平羅線の駅である。

## 歴史
- 1941年4月16日：新城津駅として開業[1]。
- 日時不明：長坪駅に改称。